# NGC 5915
NGC 5915 (другие обозначения — MCG -2-39-19, UGCA 407, IRAS15187-1254, PGC 54816) — галактика в созвездии Весы.
Этот объект входит в число перечисленных в оригинальной редакции «Нового общего каталога».